# Currie Cup
La Currie Cup és el campionat nacional de rugbi a Sud-àfrica. Organitzat la Unió Sud-africana de Rugby (SARU), és una de les competicions de rugbi més antigues, amb els primers partits jugats el 1889, sent al 1892 quan es va conèixer oficialment com la Currie Cup.
La competició està dividida en dues categories, la Premier Division amb els set millors equips, i la First Division amb els altres deu equips. La temporada regular de cada categoria es disputa cap a mig any, en set dates setmanals, abans de donar pas a les semifinals i la final pel campionat. Al final de la temporada, el darrer classificat de la Premier Division lluita per la permanència contra el primer classificat de la First Division.